# Бюльбюль світлоокий
Бюльбю́ль світлоокий (Pycnonotus simplex) — вид горобцеподібних птахів родини бюльбюлевих (Pycnonotidae). Мешкає в Південно-Східній Азії.

## Підвиди
Виділяють чотири підвиди:

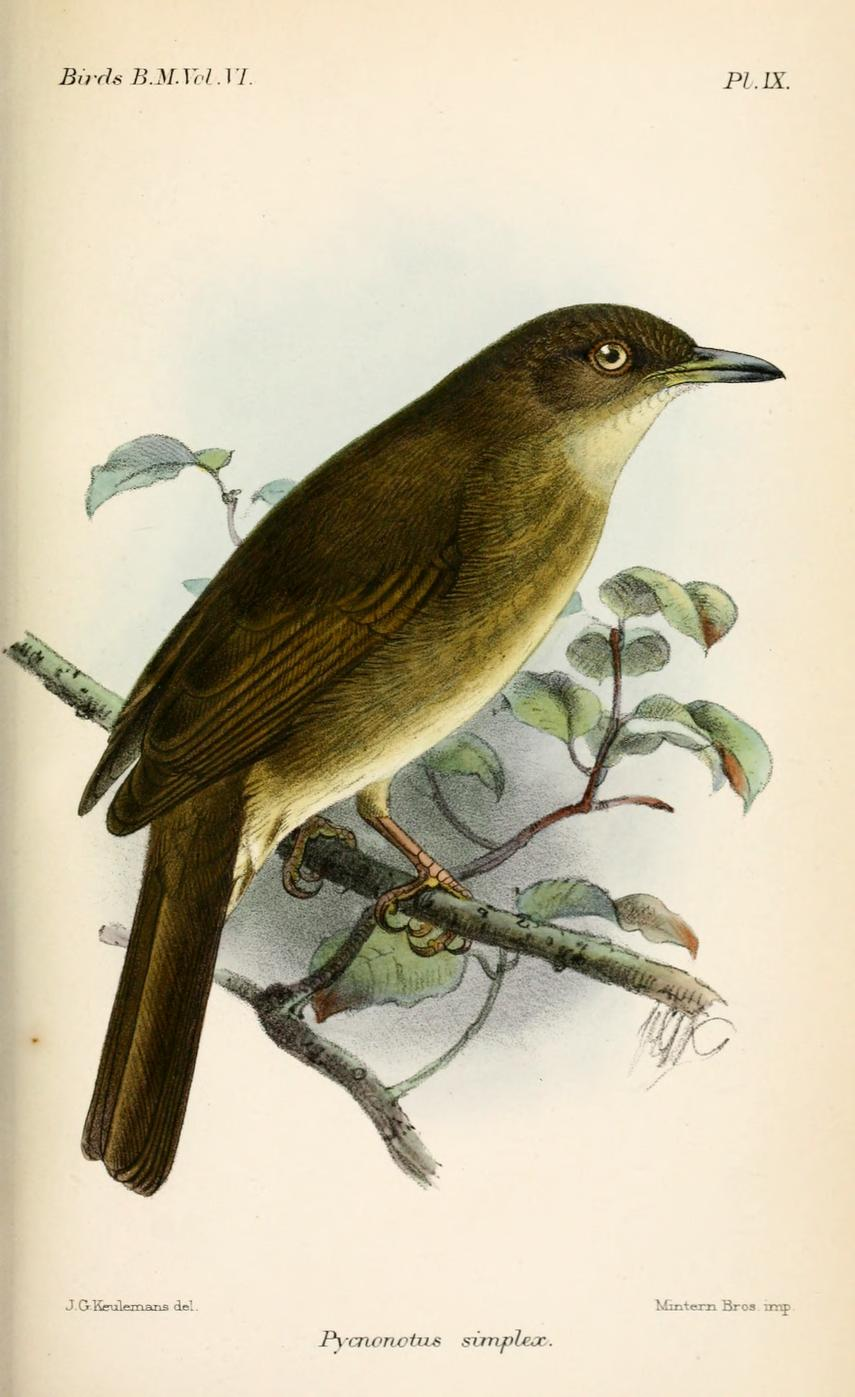
Світлоокий бюльбюль

- P. s. simplex Lesson, R, 1839 — Малайський півострів, Суматра і сусідні острови;
- P. s. perplexus Chasen & Kloss, 1929 — Калімантан;
- P. s. prillwitzi Hartert, E, 1902 — Ява;
- P. s. halizonus Oberholser, 1917 — острови Анамбас[en] і Натуна[en] (між Малаккою і Калімантаном).

Малазійський бюльбюль раніше вважався морфою світлоокого бюльбюля, однак був визнаний окремим видом у 2019 році.

## Поширення і екологія
Світлоокі бюльбюлі мешкають на Малайському півострові, на Суматрі, Калімантані, Яві та на сусідніх островах. Вони живуть у вологих рівнинних тропічних лісах, на узліссях, болотах, пустищах і плантаціях. Зустрічаються на висоті до 1100 м над рівнем моря.

## Збереження
МСОП класифікує цей вид як тиакий, що не потрубує особливих заходів зі збереження. Світлоокі бюльбюлі є досить поширеним видом в межах свого ареалу, однак їм загрожує знищення природного середовища.